# Caprimulgus celebensis
El chotacabras de Célebes (Caprimulgus celebensis) es una especie de ave Caprimulgiforme de la familia Caprimulgidae  que vive en Indonesia.

## Distribución y hábitat
Es una especie endémica de Indonesia que vive únicamente en los bosques húmedos tropicales de las islas de Célebes y Sula.

## Descripción
Mide entre 24 y 30 cm de longitud. Los machos y las hembras son muy similares en tamaño y color del plumaje, de tonos pardos o pardo grisáceos, con manchas de color marrón oscuro.